# Musik im 14. Jahrhundert
Liste der Musikjahre

11. Jahrhundert | 12. Jahrhundert | 13. Jahrhundert | Musik im 14. Jahrhundert | 1400  | 1401  | 1402  | 1403  | ►  | ►►

Weitere Ereignisse
Dieser Artikel behandelt Musik im 14. Jahrhundert.

Detail aus dem Roman de Fauvel: Maskierte Spielleute

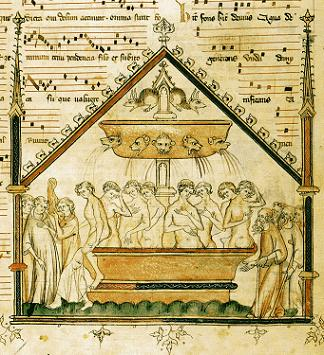
Detail aus dem Roman de Fauvel: Jungbrunnen

## Ereignisse und Personalia
1301
- Königreich Frankreich – Petrus de Cruce hält sich zwischen 1301 und 1302 im Palast von Guillaume de Mâcon, des Bischofs von Amiens, auf.

1302
- Königreich England – Bestrudus und Beruche, zwei Vidulatoren, Spieler vod mittelalterlichen Viole oder Fidel, aus Genf, halten sich am Hof König Edwards I. auf.
- Königreich Ungarn – Am Martinsdom in Pressburg ist seit 1302 ein Kantor und eine Chorschule dokumentiert.

1303
- Heiliges Römisches Reich – Eine behördliche Anordnung in Bremen beschränkt die Zahl der Musiker, die bei Hochzeiten spielen dürfen, auf acht.[1]

1306
- Königreich England – 22. Mai: Edward I. von England veranstaltet in der Westminster Abbey das „Feast of the Swans“ (deutsch: Fest der Schwäne) und schlägt dabei seinen Sohn Edward von Caernarfon zum Ritter, der wiederum 266 andere zum Ritter schlägt. Für die Musik des Banketts im Anschluss an die Zeremonie sind über 150 Minnesänger zuständig, was Edward I. die enorme Summe von 130 Pfund kostet. Der französische Musiker Adam de la Halle wird unter diesen Minnesängern genannt[2], zusammen mit 26 Harfenisten, 13 Geigern (darunter Tomasin, der Geiger des Prinzen von Wales, Nicholas de Caumbray, Vidulator von Philipp IV. von Frankreich und der Engländer Le Roy Druet, genannt „König der Minnesänger“), drei Gigatores (Rebecspielern) aus Deutschland, zwei Psalterspielern und jeweils einem Citole- und Gitternspieler.[3]

1309
- Heiliges Römisches Reich – Marchetus de Padua beginnt mit der Arbeit an seinem musiktheoretischen Traktat Lucidarium in arte musice plane, das er neun Jahre später fertigstellen wird.[4]

1310
- Königreich Frankreich – Fertigstellung des ersten Buches der Kurzfassung des Roman de Fauvel, wahrscheinlich durch Gervès du Bus, der später auch das zweite Buch schreiben wird.[5]

1313
- Heiliges Römisches Reich – Der Augsburger Dom erhält eine Schenkung des Bischofs zur Förderung des Chorgesangs.[6]

1314
- Königreich Frankreich – 6. Dezember: Gervès du Bus schließt das zweite Buch des Roman de Fauvel ab.[5]

1316
- Republik Venedig – Im ältesten Dokument zur Musik dieser Kirche wird ein „Maestro Zucchetto“ zum Organisten des Markusdoms in Venedig ernannt.[7]

1317
- Königreich Frankreich – Chaillou de Pesstain erweitert den Roman de Fauvel.[5]

1318
- Grafschaft Flandern – In der Woche vor Laetare in der Fastenzeit findet in Brügge die jährliche Versammlung („Schule“) der Minnesänger statt.[8]

1321
- Königreich Frankreich – Die Confrérie de St. Julien-des-Ménétriers, die stärkste der mittelalterlichen Musikergilden, wird in Paris gegründet.[9]

1322
- Königreich Kastilien – Der Stadtrat von Valladolid verbietet die Anstellung maurischer Musiker bei der Durchführung christlicher Vigilien.[10]

1323
- Grafschaft Luxemburg – Guillaume de Machaut tritt als Sekretär in die Dienste von Herzog Johann von Luxemburg, der gleichzeitig König von Böhmen, Markgraf von Mähren und Herzog von Schlesien ist.[11]

1326
- Königreich England – Robert de Handlo schreibt seine Abhandlung Regule cum maximis magistri Franconis cum additionibus aliorum musicorum über die Musiknotation.[12]
- Königreich Frankreich – März: Johannes de Muris zieht in die Abtei Fontevraud.[13]

1327
- Heiliges Römisches Reich – Claus Karlen baut von 1324 bis 1327 eine Orgel im Straßburger Münster.[14]

1330
- Königreich Kastilien – Juan Ruiz, genannt Erzpriester von Hita, schreibt die erste Version seines El libro de buen amor, das viele Musikpraktiken in Spanien beschreibt.[15]

1334
- Königreich England – Februar: Merlin, ein Vidulator (Fidelspieler) am Hof von Edward III., erhält Urlaub und einen finanziellen Zuschuss, um Minnesängerschulen auf dem Kontinent zu besuchen. Wahrscheinlich besucht er Mechelen, Ypern oder Deventer, wo es berühmte Schulen für Geiger gibt.[16]

1337
- Krone von Aragonien – Peter IV., König von Aragonien, beruft die Musiker Ali Eziqua und Çahat Mascum an seinen Hof. Es sind seine Lieblingsspieler der Rebec und Exabeba.[17]

1338
- Königreich Frankreich – 28. Januar: Guillaume de Machaut wird in Reims „per procuratiorem“ (d. h. in Vertretung) zum Kanoniker ernannt.[18]

1342
- Heiliges Römisches Reich – Die St.-Martins-Kathedrale in Utrecht gründet das koraalhuis (ein Haus für ihre Chorsänger), um den Rector Scolarum bei der Aufführung polyphoner Musik zu unterstützen.[19]

1343
- Königreich Frankreich – Auf Ersuchen des Komponisten und Musiktheoretikers Philippe de Vitry verfasst der Mathematiker Levi ben Gershon sein Buch De numeris harmonicis (deutsch: Über harmonische Zahlen), das auf Überlegungen von Vitry basiert und (fälschlicherweise) auf die Berechnung musikalischer Intervalle abzielte.[20]

1344
- Heiliges Römisches Reich – Donatus de Florentia bewirbt sich um eine Position als Kanoniker in Lüttich.[21]

1348
- Republik Florenz – Laurentius de Florentia wird Kanoniker in der Basilica di San Lorenzo in Florenz, ein Amt, das er bis zu seinem Tod im Dezember 1372 oder Januar 1373 innehaben wird.[22]

1353
- Königreich Mali – Ibn Battūta besucht das Malireich und schreibt einen Reisebericht, der Beschreibungen der Musik enthält, die er dort hört, und mehrerer Instrumente, darunter der Ngoni und des Balafon (eine Art Xylophon).[23]

1361
- Königreich Frankreich – Der Dauphin von Frankreich (der spätere Karl V.) ist zu Gast im Haus von Guillaume de Machaut in Reims.[24]
- Republik Florenz – Francesco Landini wird zum Organisten des Klosters Santa Trinita in Florenz ernannt.[25]

1362
- Republik Florenz – Niccolò da Perugia und Gherardello da Firenze besuchen das Kloster Santa Trinita in Florenz.[26]
- Heiliges Römisches Reich – Erster dokumentierter Einsatz von Polyphonie in Brüssel, in der Sankt-Gudula-Kapelle.[27]

1371
- Königreich Böhmen – Die Ludi theatrales (die früheste Erwähnung volkssprachlicher biblischer Theaterstücke in Osteuropa) werden bei den Fronleichnamsprozessionen in Böhmen verboten.[28]

1381
- Königreich England – Drei Harfenbauer sind in Oxford nachweisbar.[29]
- Königreich Frankreich – Matteo da Perugia erhält in Paris den Doktortitel in Theologie.[30]

1382
- Heiliges Römisches Reich – Erste Erwähnung der Lukasgilde in Antwerpen, einer Zunft von Cembalobauern, Malern, Vergoldern, Schnitzern, Druckern, Tischlern und anderen spezialisierten Handwerkern.[31]

1383
- Königreichs Navarra – 21. August: Ein Dokument des Königreichs Navarra besagt, dass Jacob de Senleches als Harfenist in den Dienst von Pedro de Luna, Kardinal von Aragon, getreten ist.[32]

1384
- Heiliges Römisches Reich
  - In der Kirche St. Peter in München wird eine neue Orgel eingebaut.[33]
  - Die 1324–1327 von Claus Karlen erbaute Orgel des Straßburger Münsters brennt nieder und wird im darauf folgenden Jahr ersetzt.[14]
- Herzogtum Burgund – 10. Januar: Baude Fresnel, ein Harfenist und Organist, der wahrscheinlich mit dem Komponisten Baude Cordier identisch ist, tritt als privater Harfenist in den Dienst von Philipp II., Herzog von Burgund.[34]

1387
- Großfürstentum Litauen – Ein neues Stadtrecht für Vilnius führt dort zur Gründung von Musikergilden.[35]
- Republik Florenz – Andrea da Firenze erhält den Auftrag, eine Orgel für den Dom von Florenz zu bauen.[36]

1388
- Königreich England – Erste bekannte Verwendung des englischen Wortes „Recorder“ (Blockflöte) zur Bezeichnung des Musikinstruments in einem Dokument aus den Haushaltsbüchern des Earl of Derby (später Heinrich IV. von England): „i. fistula nomine Recordour mpta London pro domino“.[37]

1390
- Königreich England – Das Kloster in Durham beauftragt John Stele, den Benediktinermönchen und acht weltlichen Jungen das Orgelspiel und das Singen des „Triple Song“ beizubringen.[38]

1391

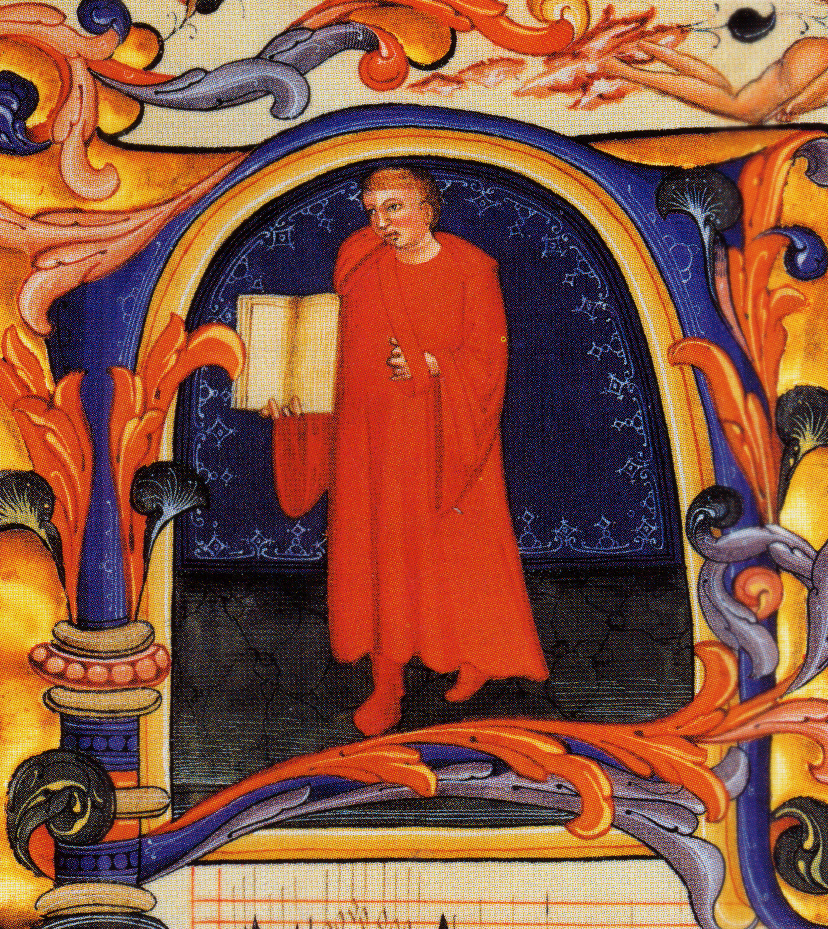
Antonio Zacara da Teramo in einer Illustration aus dem Squarcialupi-Codex

- Herzogtum Burgund – Jean Tapissier reist im Gefolge von Philipp II., Herzog von Burgund, nach Mailand und Avignon.[39]
- Kirchenstaat – 1. Februar: Antonio Zacara da Teramo, Sänger der päpstlichen Kapelle, wird von Papst Bonifatius IX. zum „scriptor litterarum apostolicarum“ (päpstlicher Sekretär) ernannt.[40]
- Königreich England – Die Musikgruppe der Worshipful Company of Goldsmiths in London kauft neue Trompeten, Fanfaren, Schalmeien, eine Bombarde und einen Dudelsack.[41]

1392
- Königreich England – Eine Gruppe von Kaufleuten in Birmingham gründet die „Gild of the Holy Cross“ (Gilde des Heiligen Kreuzes), die Priester zum Singen in der Pfarrkirche St. Martin sowie einen Organisten ernennen.[42]
- Königreich Frankreich – 25. November: Eustache Deschamps stellt sein Buch L’Art de dictier et de fere chancons, balades, virelais et rondeaulx fertig.[43]

1393
- Königreich Frankreich – Der französische Sänger und Komponist Johannes Bosquet erhält ein päpstliches Stipendium als Musiker für Herzog Ludwig II. von Anjou.[44]

1394
- Königreich Frankreich – Den Kanonikern der Kathedrale Notre-Dame de Paris gelingt es, bei Karl VI. 200 Francs für den Wiederaufbau der Orgel der Kathedrale zu erbitten, nachdem die alte Orgel nicht mehr funktioniert.[45]

1395
- Kirchenstaat – Johannes Tapissier besucht Avignon zum zweiten Mal im Gefolge Philipps II.[39]

1397
- Heiliges Römisches Reich – Erste Erwähnung eines Clavecembalums (gemeint ist ein Clavichord) in einem Brief des Paduaner Anwalts Lambertacci, der dessen Erfindung Magister Armanus de Alemania zuschreibt.[46]

1399
- Herzogtum Burgund – Johannes Tapissier besucht Flandern im Gefolge von Philipp II.[39]

Genaues Datum unbekannt
- Herzogtum Burgund – In der Kirche St. Pierre in Lille wird eine Orgel installiert.[47]

## Gründungen
1346
- Kurfürst Ruprecht I. von der Pfalz gründet in Heidelberg die Hofkapelle Sängerey.[48]

1372
- In der Lucchesischen Republik wird die Cappela della Signoria gegründet.[49]

1384
- Frühjahr: Philipp II. gründet die burgundische Herzogskapelle mit sechzehn Sängern. Acht der neuen Sänger stammen vom Hof des kürzlich verstorbenen Ludwig II., Graf von Flandern, und die anderen acht vom päpstlichen Hof in Avignon.[50]
- Nach einer Reorganisation Stadtkapelle von Florenz werden zwei neue Gruppen hinzugefügt: (1) ein Trompetenensemble aus sechs trombetti, acht trombadori sowie einem oder zwei Schlagzeugern und (2) eine Alta Cappella aus drei pifferi (Schalmeienspielern).[51]

1386
- Wilhelm I., Markgraf von Meißen, beschäftigt an seinem Hof zum ersten Mal fistulatores (Pfeifer), vigellatores (Geiger) und tympanatores (Trommler).[52]
- Die Stadtmusikanten von Osnabrück werden gegründet.[53]

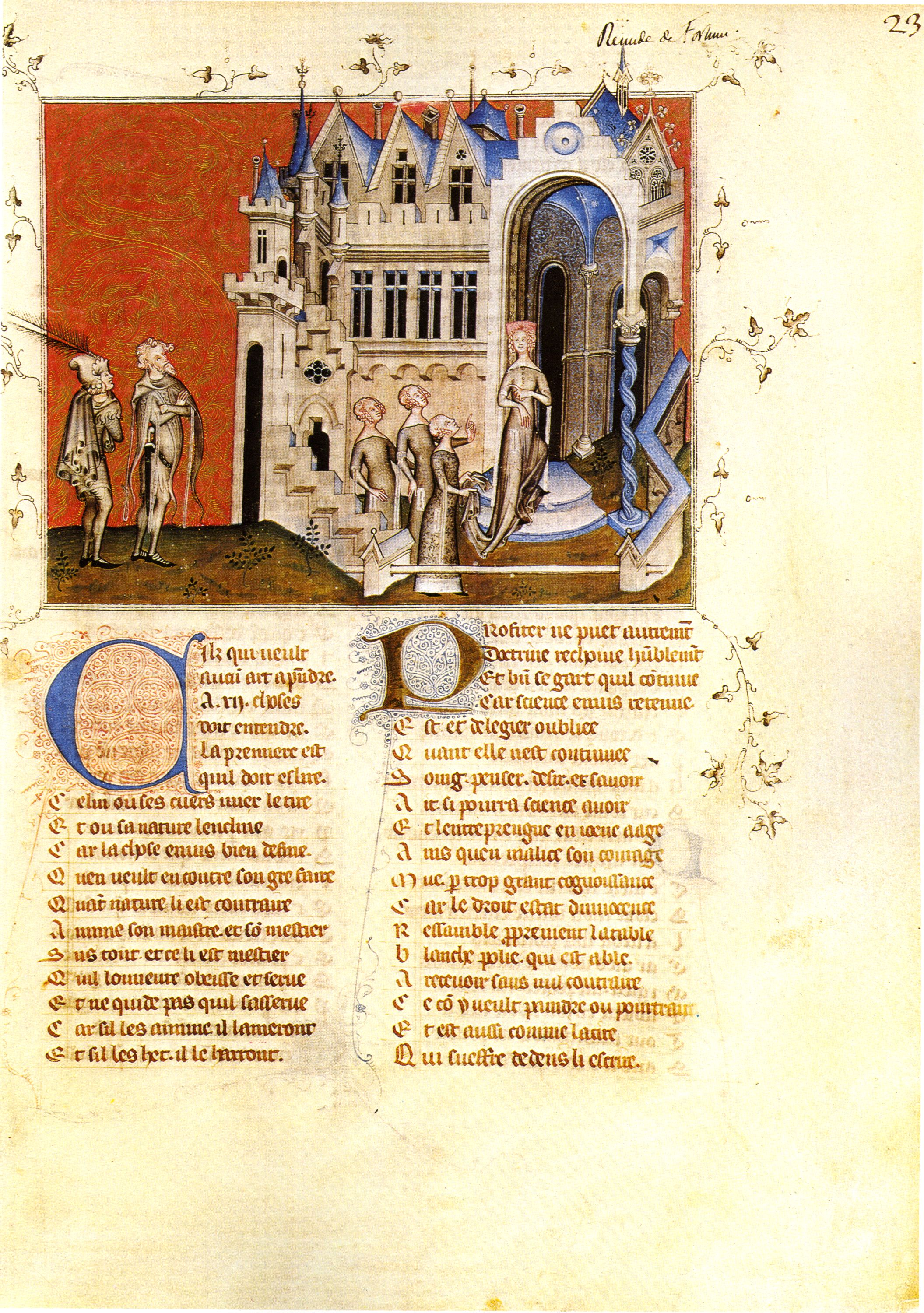
Eine Buchmalerei in Guillaume de Machauts Verserzählung Le remède de fortune. Dargestellt ist die Ankunft Machauts vor dem Schloss seiner Dame.

## Kompositionen und Schriften
1314

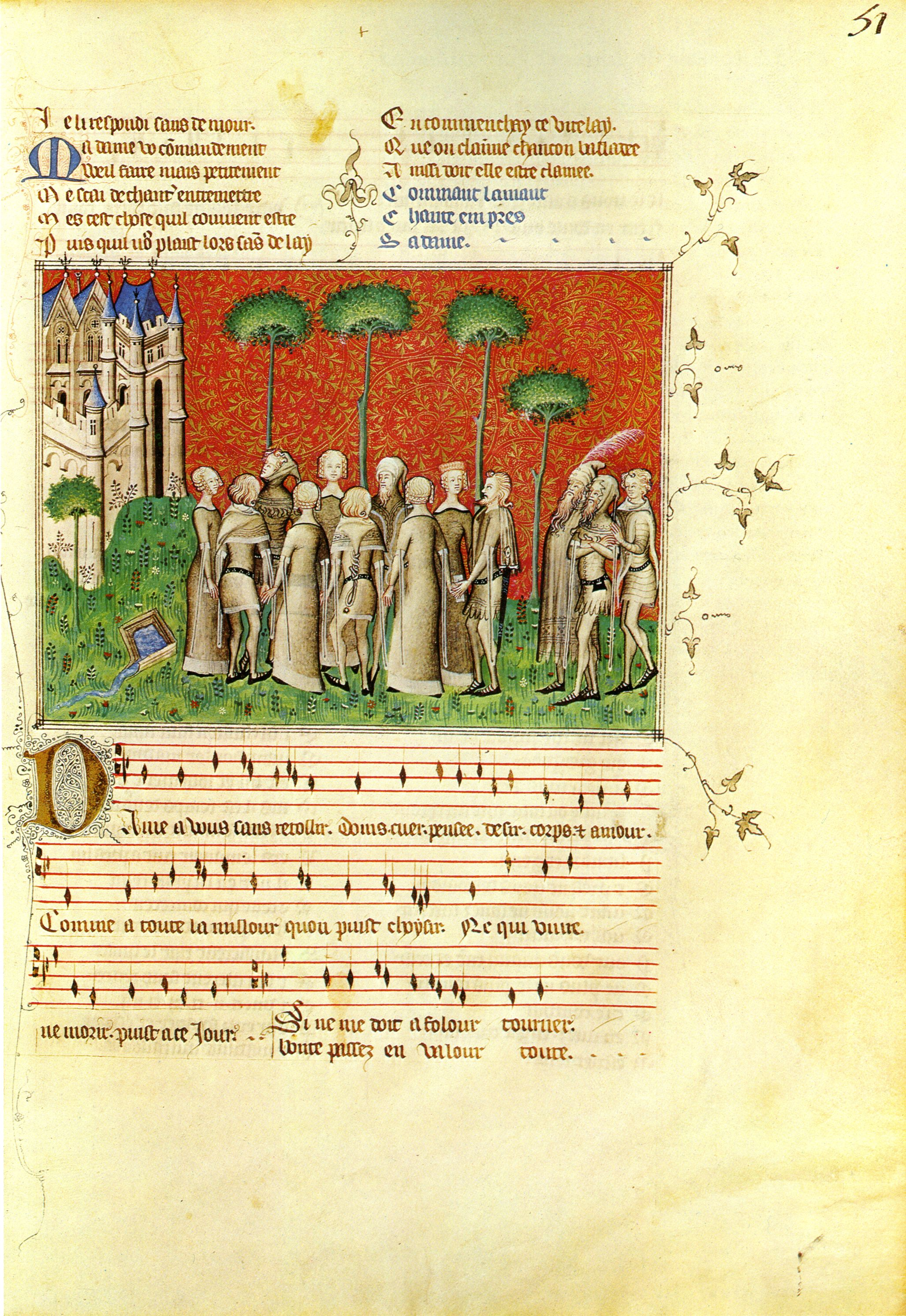
Eine Buchmalerei in Guillaume de Machauts Verserzählung Le remède de fortune. Dargestellt ist eine Tanzszene im Freien. Paris

- Philippe de Vitry – Garrit gallus/In nova fert/Neuma (Motette zu drei Stimmen)[54]

1324
- Guillaume de Machaut – Bone pastor Guillerme/Bone pastor qui pastores (Motette zu drei Stimmen, komponiert anlässlich der Ernennung von Guillaume de Trie zum Erzbischof von Reims)[55]

1330
- Um 1330: Jacobus de Ispania – Speculum Musicae (deutsch: „Spiegel der Musik“), siebenbändiges Werk

1342
- Philippe de Vitry – Petre Clemens/Lugentium siccentur/Non est inventus (Motette zu drei Stimmen, zu Weihnachten für Papst Clemens VI. geschrieben)[56]
- Vor 1342: Guillaume de Machaut – Kompositionen „Tels rit au main“, „Joie, plaisence“, „Qui n'aroit autre deport“, „Dame, mon cuer“ und „Dame, a vous sans retollier“ in seiner Verserzählung Le Remède de Fortune

1346
- Jacopo da Bologna – O in Italia (Madrigal mit einem Text zur Feier der Geburt der Zwillingssöhne des Mailänder Herrschers Luchino Visconti am 4. August)

1356
- Guillaume de Machaut – En demantant et lamentant (verfasst nach der Schlacht von Crécy, in dem er die Gefangennahme von König Johann II. und seinem Sohn Philipp II. durch Edward of Woodstock beklagt)[57]

1360
- 00. Januar: Guillaume de Machaut – Veni, creator spiritus und Inviolata genitrix (zwei Motetten, die als Reaktion auf die Belagerung von Reims komponiert wurden)[58]
- Um 1360: Guillaume de Machaut – Messe de Nostre Dame (eine der ältesten polyphonen Vertonungen des Ordinariums)
- Nach 1360: Guillaume de Machaut – Plange, regni respublica / Tu qui gregem tuum ducis / Apprehende arma et scutum et exurge (Motette)

1369
- Jehan Vaillant – Dame doucement trait / Doulz amis de cuer parfait (Ballade zu drei Stimmen, wurde in Paris (compilatum fuit parisius) in den Codex Chantilly (fol. 26v) kopiert und somit wahrscheinlich in diesem Jahr komponiert)[59]
- Guillaume de Machaut – David Hoquetus

1378
- Matheus de Sancto Johanne – Inclite flos orti Gebenensis (Ballade zu drei Stimmen, Papst Clemens VII. gewidmet, der dem Komponisten in diesem Jahr in Laon die Kanonikatswürde verliehen hat)[60]

1382
- 00. September: Jacob de Senleches – Fuions de ci (Ballade zum Tod von Eleonore von Aragon)[61]

1388
- Trebor – En seumeillant m'avint une vision (Ballade)[62]

1389
- 00. Mai: Anonymus – Cine vermeil, cine de très haut pris (Ballade zu drei Stimmen, komponiert anlässlich der Hochzeit am 6. Juni von Jean de Valois, duc de Berry und Johanna II.)[63]

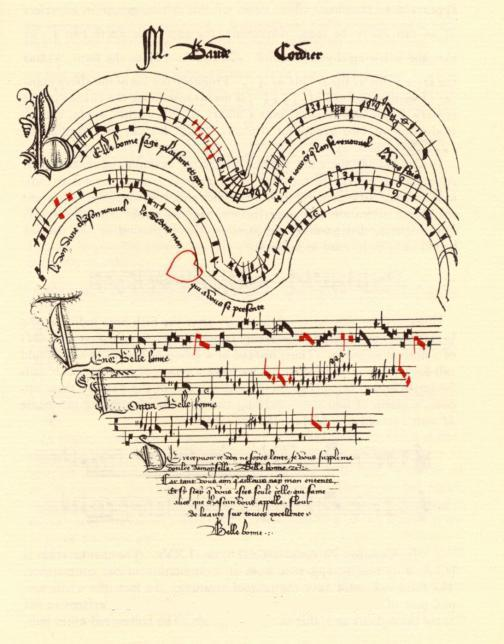
Beispiel für Augenmusik, in Form eines Herzens, bei dem Liebeslied Belle, Bonne, Sage von Baude Cordier

- 00. Mai: Egidius – Roses et lis ay veu en une fleur (Ballade), möglicherweise komponiert für die Hochzeit am 6. Juni von Jean de Valois, duc de Berry und Johanna II.)[64]
- 00. Mai: Solage[65]
  - S‘aincy estoit (Ballade zu drei Stimmen, komponiert anlässlich der Hochzeit am 6. Juni von Jean de Valois, duc de Berry und Johanna II.)
  - Corps femenin par vertu de nature (Ballade zu drei Stimmen, komponiert kurz vor dem 6. Juni)
  - Calextone qui fut dame (Ballade zu drei Stimmen, komponiert kurz nach dem 6. Juni)
- 00. Mai: Trebor – Passerose de beaute, la noble flour (Ballade zu drei Stimmen, möglicherweise komponiert für die Hochzeit am 6. Juni von Jean de Valois, duc de Berry und Johanna II.)[66]

1390
- 1390–1995: Jacob de Senleches – La harpe de melodie[67]

1399
- Mai oder Juni: Johannes Ciconia – Una panthera in compagnia de Marte (Madrigal zu drei Stimmen, komponiert für den diplomatischen Besuch von Lazzaro Guinigi aus Lucca bei Gian Galeazzo Visconti in Pavia)

Komponiert im 14. Jahrhundert
- Baude Cordier – Belle, bonne, sage (Chanson)

## Geboren
1304
- Lodewijk Heyligen, franko-flämischer Musiktheoretiker († 1361)

1305
- Vor 1305: Marchetto da Padova, italienischer Komponist und Musiktheoretiker († nach 1319)

1320
- Um 1320: Hermann II. Glockengießer, deutscher Glockengießer († 1389)
- Um 1320 bis 1325: Gherardello da Firenze, italienischer Komponist († 1362 oder 1363)

1325

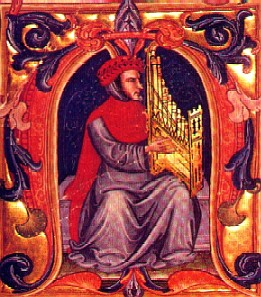
Francesco Landini; * um 1325

- Um 1325: Francesco Landini, italienischer Minnesänger, Komponist und Organist († 1397)

1328
- Heinrich Eger von Kalkar, deutscher kartäusischer Mystiker und Choraltheoretiker († 1408)

1329
- Winand Bock von Pommern, deutscher Kanoniker und Domherr in Trier († 1415)

1330
- Um 1330: Franco Sacchetti, italienische Schriftsteller († 1400)

1333
- Kan’ami, japanischer Noh-Schauspieler, Autor von Stücken und Musiker († 1384)

1340
- Um 1340: Thomas Walsingham, Chronist und Musiktheoretiker († um 1422)[68]
- Vor 1340: Jacopo da Bologna, italienischer Komponist, Organist und Sänger († 1386?)

1347
- Zwischen 1347 und 1350: Johann von Jenstein, böhmischer Erzbischof und Komponist († 1400)

1350

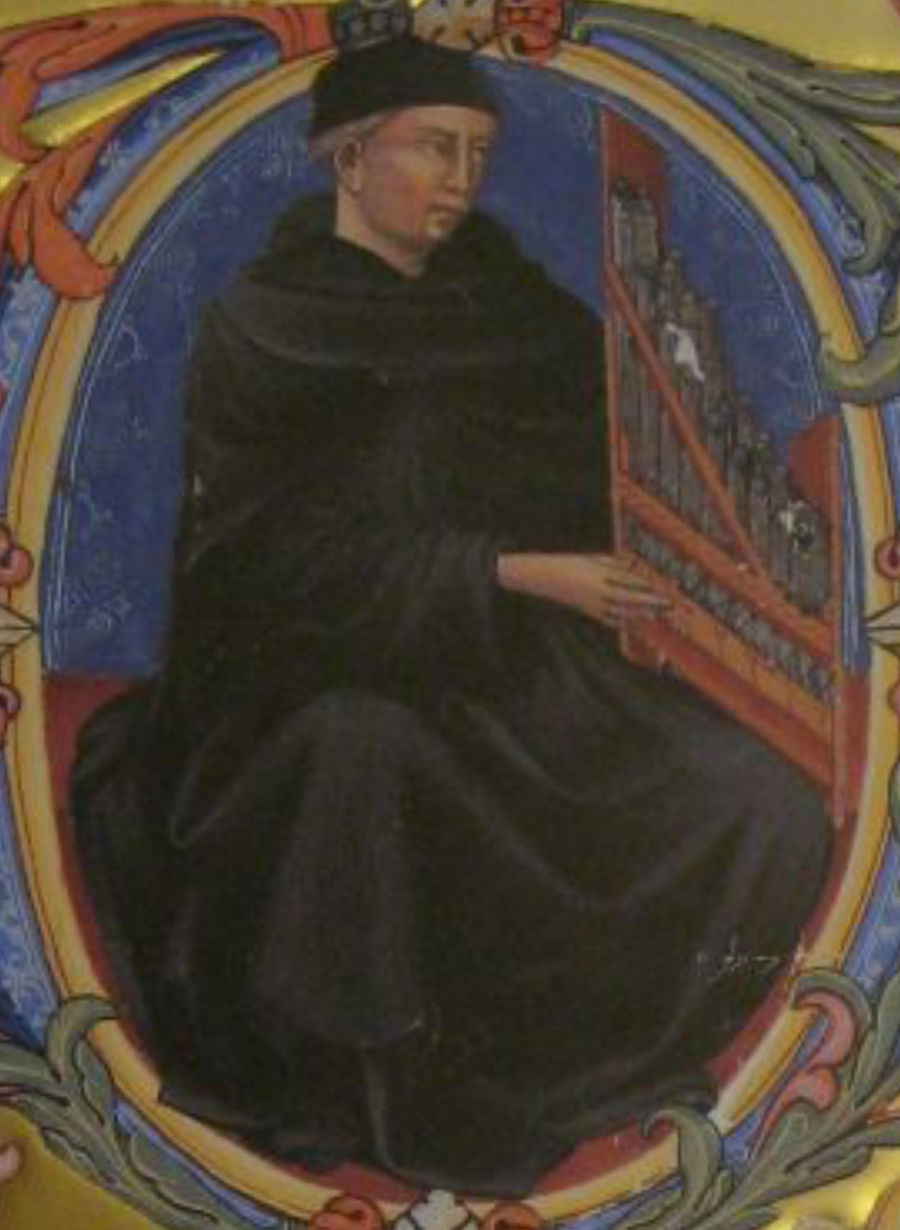
Andrea da Firenze; * um 1350

- Um 1350: Peter von Dresden, hussitischer Lehrer und ehemaliger Rektor der Kreuzschule in Dresden († 1421)
- Um 1350: Andrea da Firenze, Florentiner Komponist und Organist († 1415)
- Um 1350: Abd al-Qadir Maraghi, persischer Musiker und Musiktheoretiker († 1435)
- Um 1350: Záviš von Zap, böhmischer Theologe und Komponist († 1422)[69]

1355
- Um 1355: Antonio Zacara da Teramo, italienische Komponist († 1413)

1357
- Hugo von Montfort, Dichter und Minnesänger († 1423)[70][71]

1358
- Gobelin Person, deutscher Welthistoriker, Kirchenreformer und Autor einer Chorallehre († 1421)

1364
- Vor 1364: Baude Cordier, französischer Komponist († vor 1400)

1367
- Jacob Glockengießer, deutscher Glockengießer († 1407 oder 1415)

1370
- Hermann Poll, Wiener Arzt, Astrologe, Organist und Instrumentenbauer († 1401)
- Gilabert de Pròixida i de Centelles, valencianischer Dichter und Troubadour († 1405)
- Um 1370: Leonel Power, britischer Komponist und Musiktheoretiker († 1445)
- Um 1370: Jean Tapissier, französischer Dichter und Komponist der burgundischen Schule († um 1409)
- Zwischen 1370 und 1375: Johannes Ciconia, niederländischer Komponist († 1412)
- Zwischen 1370 und 1385: Leonel Power, englischer Komponist und Musiktheoretiker († 1445)

1380
- Prosdocimus de Beldemandis, italienischer Astronom, Mathematiker und Musiktheoretiker († 1428)

1383
- Dalmau de Raset, Kanoniker der Kathedrale von Girona († 1451)

1389
- Um 1389: Thomas Damett, britischer Komponist († 1436 oder 1437)

1390
- Um 1390: John Dunstable, englischer Komponist († 1453)
- Um 1390: Muskatblüt, deutscher Dichter und Minnesänger († nach 1438)

1392
- Petrus Wilhelmi de Grudencz, preußischer Komponist und Dichter († um 1480)

1395
- Um 1395: Ulrich Glockengießer, Stück- und Glockengießer († 1439)

1398
- Hans I. Glockengießer, deutscher Glockengießer und Keßler († 1451)

1400

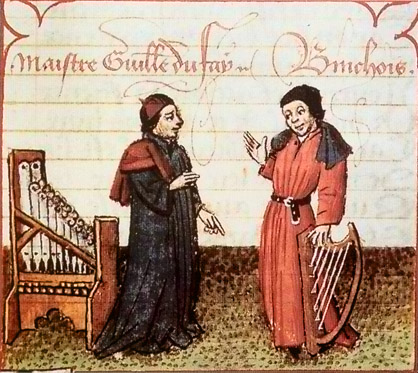
Guillaume Dufay; * vor 1400 und Gilles Binchois; * um 1400

- Vor 1400: Guillaume Dufay, franko-flämischer Komponist, Sänger und Musiktheoretiker († 1474)
- Um 1400: Gilles Binchois, franko-flämischer Komponist, Dichter und Kleriker († 1460)

Geboren im 14. Jahrhundert
- Johannes Bosquet, französischer Komponist, Sänger und Kleriker († um 1406)
- Martinus Fabri, niederländischer Komponist († 1400)
- Laurentius de Florentia, italienischer Komponist, Sänger und Musiklehrer († 1372 oder 1373)
- Heinrich von Mügeln, Sangspruchdichter und Übersetzer († 14. Jahrhundert)
- Jacob de Senleches, Komponist und Harfenist († nach 1395)
- Solage, französischer Komponist († nach 1403)
- Jehan Vaillant, französischer Komponist und Musiktheoretiker († 14. Jahrhundert)

## Gestorben
1302
- Um 1302: Jehan de Trie, französischer Trouvère (* um 1225)

1304

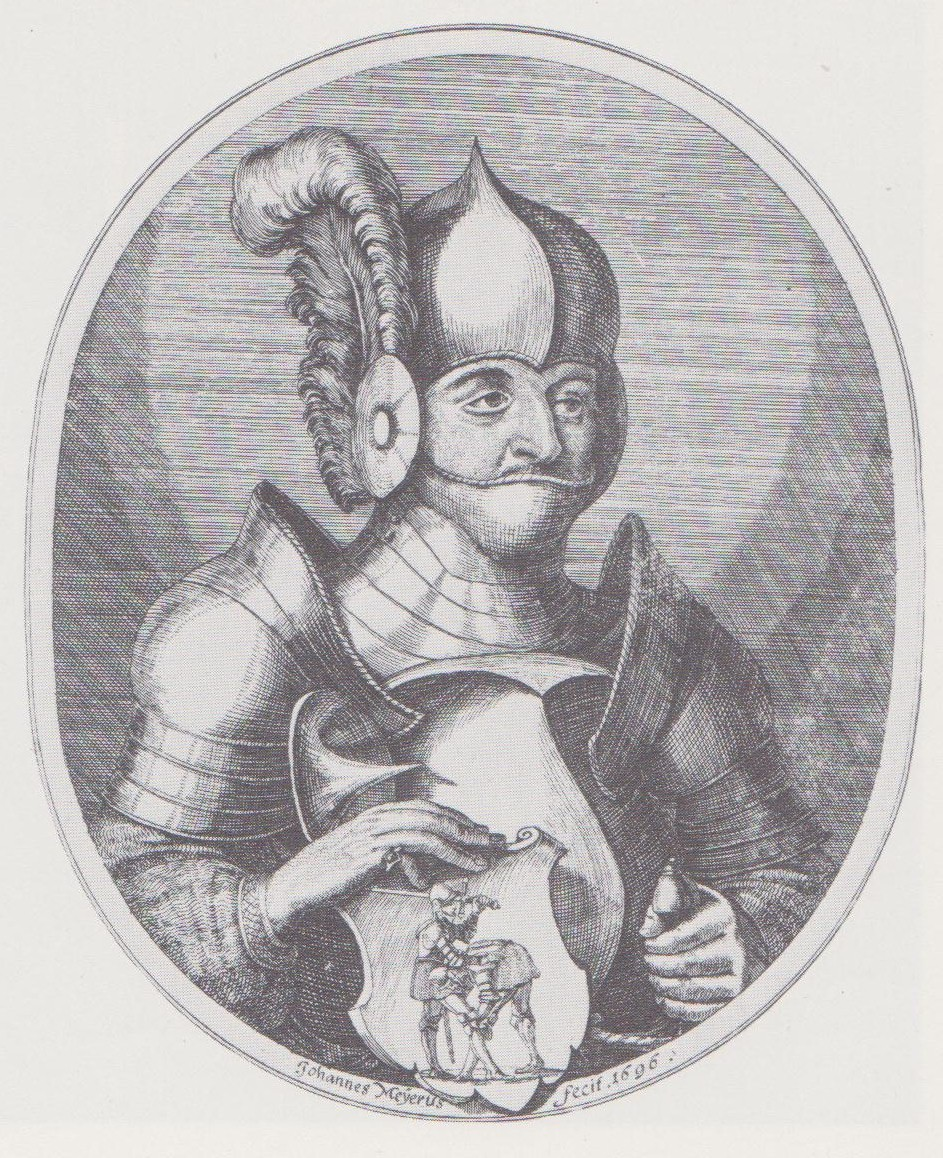
Rüdiger Manesse der Ältere; † 1304

- 23. Mai: Jehannot de Lescurel, französischer Kleriker, Musiker und Dichter (* 13. Jahrhundert)
- 15. September: Rüdiger Manesse der Ältere, Sammler von Minneliedern (* vor 1252)

1318

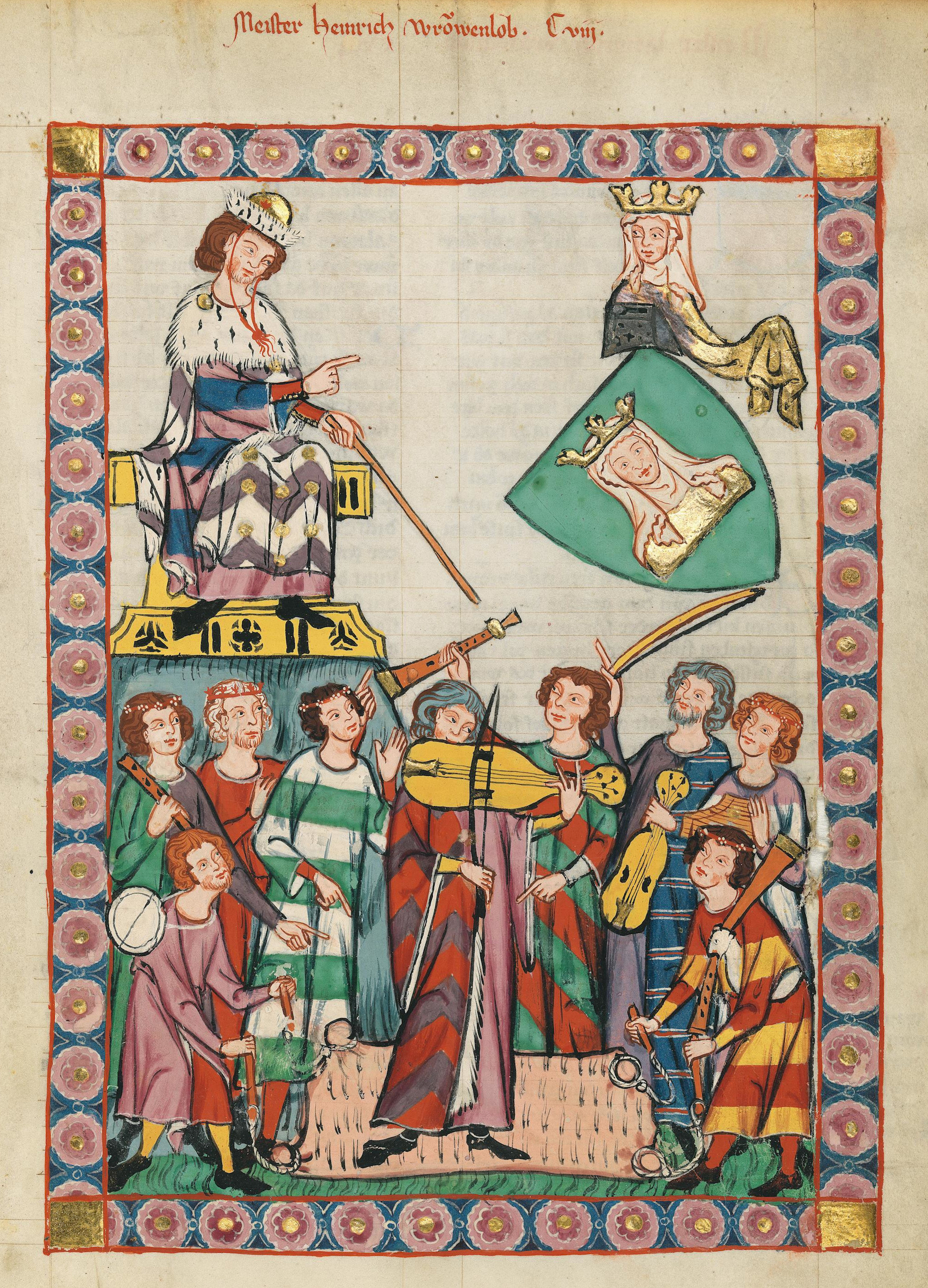
Frauenlob; † 1318

- 29. November: Frauenlob (Heinrich von Meissen), mittelhochdeutscher Minnesänger und Sangspruchdichter (* zwischen 1250 und 1260)[72]

1319
- Remigio dei Girolami, italienischer Philosoph und Musiktheoretiker (* 1235)[73]
- Um 1320: Regenbogen, deutscher Spruchdichter (* 13. Jahrhundert)
- Nach 1319: Marchetto da Padova, italienischer Komponist und Musiktheoretiker (* vor 1305)

1320
- Um 1320: Johannes de Grocheo, französischer Musiktheoretiker (* um 1255)
- Um 1320: Manuel Bryennios, byzantinischer Musikwissenschaftler und Astronom (* um 1260)

1322
- Matfre Ermengau, französischer Troubadour altokzitanischer Sprache (* 13. Jahrhundert)

1325

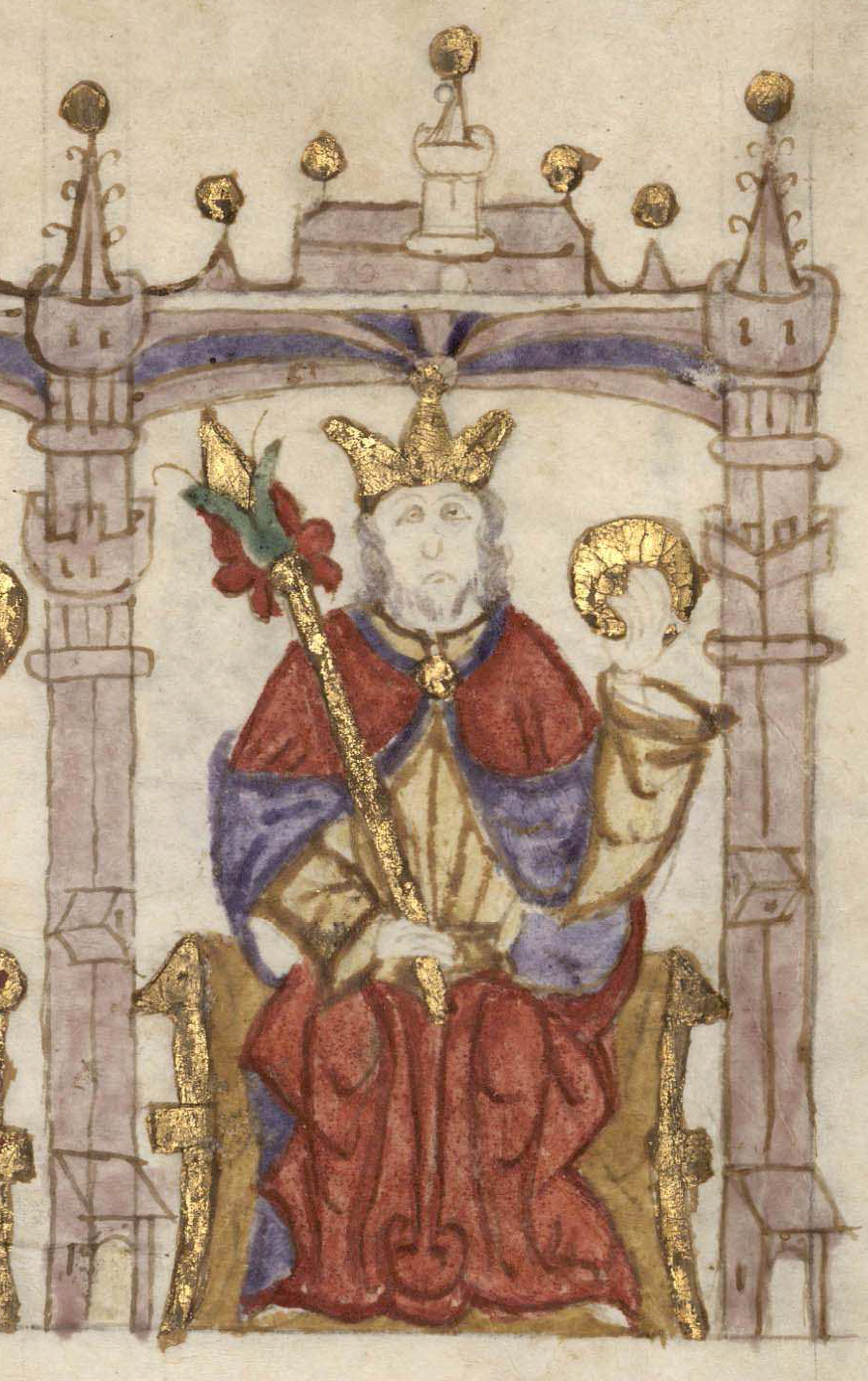
Dionysius von Portugal; † 1325

- 07. Januar: Dionysius, König von Portugal Kunstförderer und Troubadour (* 1261)
- Amir Chusrau, indisch-persischer Dichter und Musikwissenschaftler (* 1253)

1330
- Nach 1330: Jacobus de Ispania, franco-flämischer Musiktheoretiker (* um 1260)

1331
- Um 1250: Engelbert von Admont, Abt des Stiftes Admont und Musiktheoretiker (* um 1250)

1346
- Nach 1346: Walter Odington, englischer Mönch, Mathematiker und Musiktheoretiker (* um 1260)

1350
- Um 1350: Juan Ruiz, spanischer Dichter (* um 1283)

1353
- Hermann I. Glockengießer, deutscher Kupferschmied, Geschütz- und Glockengießer (* zwischen 1275 und 1300)

1360
- Um 1360: Johannes de Muris, französischer Mathematiker, Astronom, Musiktheoretiker und Kalenderreformer (* um 1300)

1361
- 09. Juni: Philippe de Vitry, französischer Geistlicher, Komponist, Dichter, Musiktheoretiker und Bischof (* 1291)
- Lodewijk Heyligen, franko-flämischer Musiktheoretiker (* 1304)

1362
- Gherardello da Firenze, italienischer Komponist (* zwischen 1320 und 1325)

1372
- Dezember 1372 oder Januar 1373: Laurentius de Florentia, italienischer Komponist, Sänger und Musiklehrer (* 14. Jahrhundert)

1377
- 13. April: Guillaume de Machaut, französischer Komponist, Chronist und Dichter des Mittelalters (* zwischen 1300 und 1305)

1384
- Kan’ami, japanischer Noh-Schauspieler, Autor von Stücken und Musiker (* 1333)

1386
- Jacopo da Bologna, italienischer Komponist, Organist und Sänger (* vor 1340)

1389
- 20. Februar: Hermann II. Glockengießer, deutscher Glockengießer (* um 1320)

1391
- Nach dem 10. Juni: Matheus de Sancto Johanne, französischer Komponist (* unbekannt)[74]

1395
- Nach 1395: Jacob de Senleches, Komponist und Harfenist (* im 14. Jahrhundert)

1397
- 02. September: Francesco Landini, italienischer Minnesänger, Komponist und Organist (* um 1325)

Gestorben im 14. Jahrhundert
- Heinrich von Mügeln, Sangspruchdichter und Übersetzer (* 14. Jahrhundert)
- Jehan Vaillant, französischer Komponist und Musiktheoretiker (* 14. Jahrhundert)